# Zbigniew Szczepaniak
Zbigniew Janusz Szczepaniak (ur. 4 kwietnia 1957 w Warszawie) – polski samorządowiec, w latach 2006–2018 prezydent Otwocka.

## Życiorys
Syn Mieczysława. Ukończył inżynierię telekomunikacji na Akademii Techniczo-Rolniczej w Bydgoszczy, studiował podyplomowo zarządzanie w Wyższej Szkole Informatyki Stosowanej i Zarządzania w Warszawie. Od 1978 pracował w Telekomunikacji Polskiej. Sprawował funkcję dyrektora rejonu telekomunikacyjnego w Otwocku oraz Zakładu Telekomunikacji Polskiej Warszawa-Południe. Angażował się społecznie w Otwockim Klubie Sportowym „Start”, w latach 2000–2006 pełnił obowiązki prezesa jego zarządu (sam w tym klubie uprawiał podnoszenie ciężarów). W wyborach w 2006 został wybrany na prezydenta miasta, wygrywając w drugiej turze z Krzysztofem Boczarskim. W wyborach w 2010 i w 2014 z powodzeniem ubiegał się o reelekcję. W 2018 nie wystartował na urząd prezydenta, uzyskał natomiast mandat radnego powiatu otwockiego z listy PSL. Do rady powiatu został także wybrany w 2024.
Odznaczony Brązowym Krzyżem Zasługi (1999), Złotą Odznaką Honorową Warszawskiego Okręgowego Związku Lekkiej Atletyki, Złotą Odznaką Mazowieckiego Związku Piłki Nożnej oraz Odznaką „Zasłużony Działacz Polskiego Związku Podnoszenia Ciężarów”.